# Армашівка
Армашівка (до 1824 року — Малигонове, у 1824—1897 роках — Дворянське, у 1928—2016 роках — Орджонікідзе) — село Петровірівської сільської громади у Березівському районі Одеської області, Україна. Населення становить 724 осіб.

## Історія
Малигонова; також Мале Дворянське, до 1917 — українсько-німецьке село в Херсонській губернії, Тираспольський повіт, Гофнунґстальська (Цебриківська)/Гор'ївська волость; у радянський період — Одеська область, Цебриківський район. Сільрада (1926). Мешканці: 428 (1896), 983 (1906), 637 (1916), 852 (1926).
Під час Голодомору 1932—1933 років помер щонайменше 1 житель села.
Село було внесено до переліку населених пунктів, які потрібно перейменувати згідно із законом «Про засудження комуністичного та націонал-соціалістичного (нацистського) тоталітарних режимів в Україні та заборону пропаганди їхньої символіки».
12 травня 2016 року Верховна Рада України своєю постановою повернула селу його колишню назву — Армашівка.
Колишній орган місцевого самоуправління — Армашівська сільська рада.

## Населення
Згідно з переписом УРСР 1989 року чисельність наявного населення села становила 864 особи, з яких 374 чоловіки та 490 жінок.
За переписом населення України 2001 року в селі мешкали 723 особи.

### Мова
Розподіл населення за рідною мовою за даними перепису 2001 року:
| Мова       | Відсоток |
| ---------- | -------- |
| українська | 95,03 %  |
| російська  | 2,90 %   |
| молдовська | 1,52 %   |
| болгарська | 0,28 %   |
| білоруська | 0,14 %   |

## Відомі люди
- Хміадашвілі Тамара Гаврилівна (*1947) — український редактор.